# Castagniers
Castagniers (Occitaans: Castanhiers; Italiaans (verouderd): Castagnera) is een gemeente in het Franse departement Alpes-Maritimes (regio Provence-Alpes-Côte d'Azur). De plaats maakt deel uit van het arrondissement Nice. Castagniers telde op 1 januari 2022 1.674 inwoners.

## Geografie
De oppervlakte van Castagniers bedroeg op 1 januari 2022 7,52 vierkante kilometer; de bevolkingsdichtheid was toen 222,6 inwoners per km².
De onderstaande kaart toont de ligging van Castagniers met de belangrijkste infrastructuur en aangrenzende gemeenten.

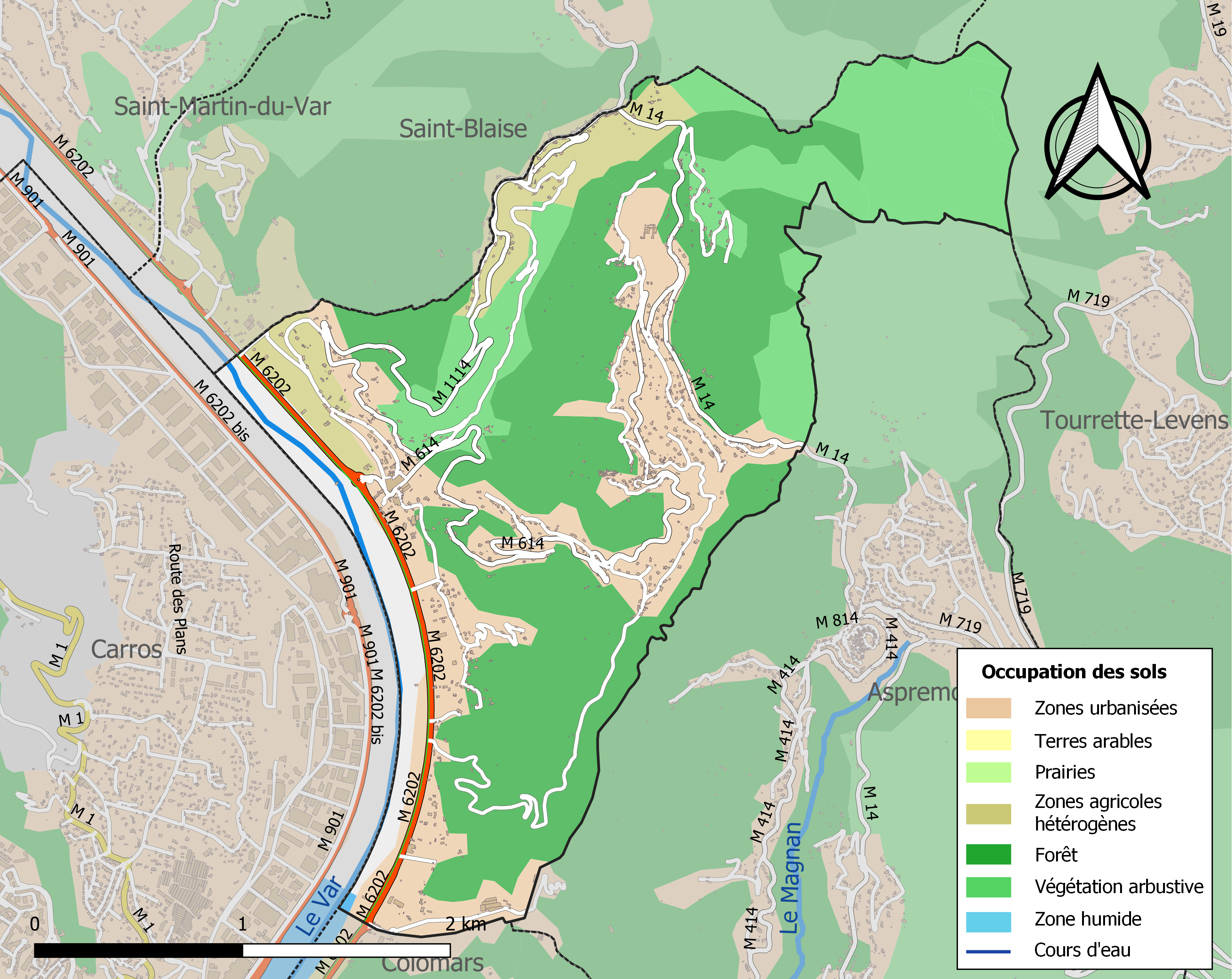

## Demografie
Onderstaande figuur toont het verloop van het inwonertal (bron: INSEE-tellingen).
Vanwege een beveiligingsprobleem met de MediaWiki Graph-software is het momenteel niet mogelijk deze grafiek weer te geven. Zodra de software is bijgewerkt zal de grafiek vanzelf weer zichtbaar worden.